# Thomas Thieme
Thomas Thieme, född 29 juni 1939 i Motala, död 7 februari 2014 i Göteborg, var en svensk arkitekt och museiman.
Thieme avlade arkitektexamen vid Chalmers tekniska högskola i Göteborg 1965 och blev filosofie doktor där 1973. Han blev docent 1978 och forskade och undervisade vid Chalmers från 1965. Thieme arbetade som arkitekt för den svenska expeditionen i Labranda i Turkiet från 1978. Han var utställningsintendent vid Etnografiska museet i Stockholm 1975–1978, projektsekreterare vid Bohusläns museum 1978–1984, 1:e intendent vid Sjöfartsmuseet i Göteborg 1985–1991, chef för Stiftelsen Hallands länsmuseer (länsmuseichef i Halland) 1992–1998 samt chef för Sjöfartsmuseet i Göteborg 1998–2003. Thieme är begravd på Mariebergs kyrkogård i Göteborg.